# Elektroniczne przetwarzanie danych

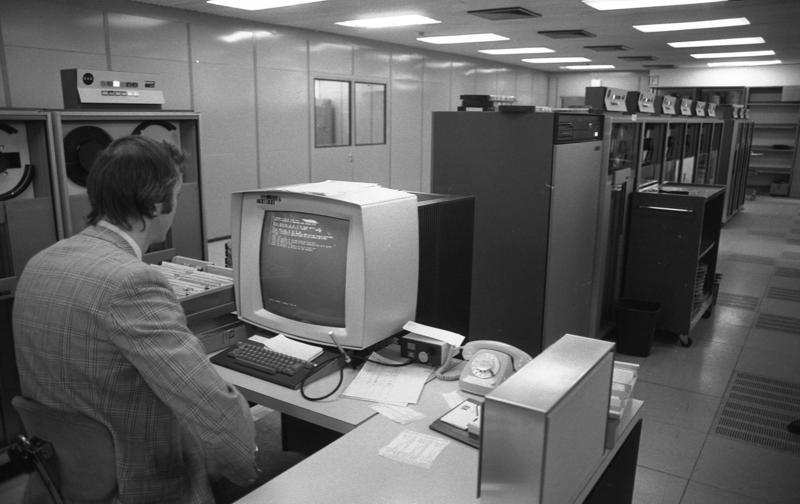
Komputer, urządzenie pozwalające elektronicznie przetwarzać dane (1973)

Elektroniczne przetwarzanie danych, EPD (ang. Electronic Data Processing, EDP) – przetwarzanie danych przez urządzenia elektroniczne.

## Historia

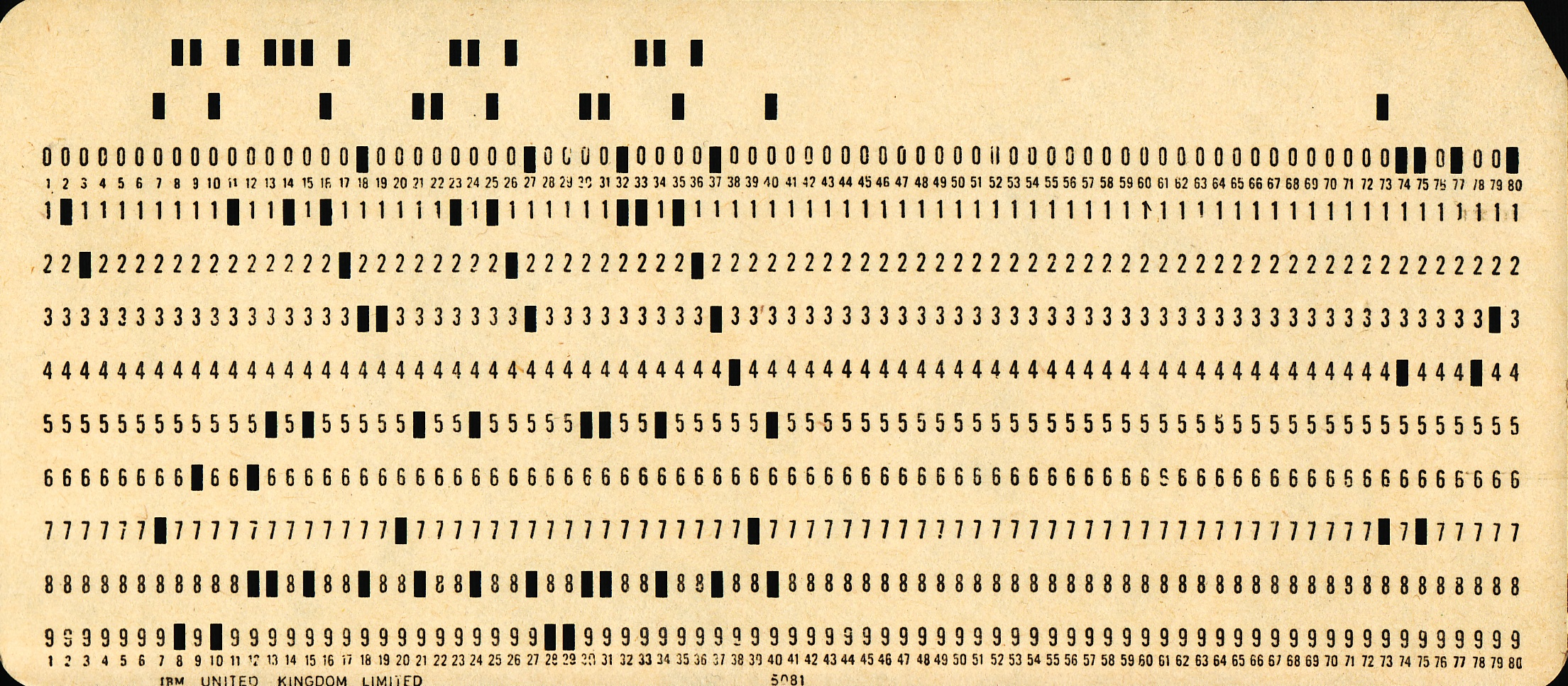
Karta perforowana z połowy XX wieku

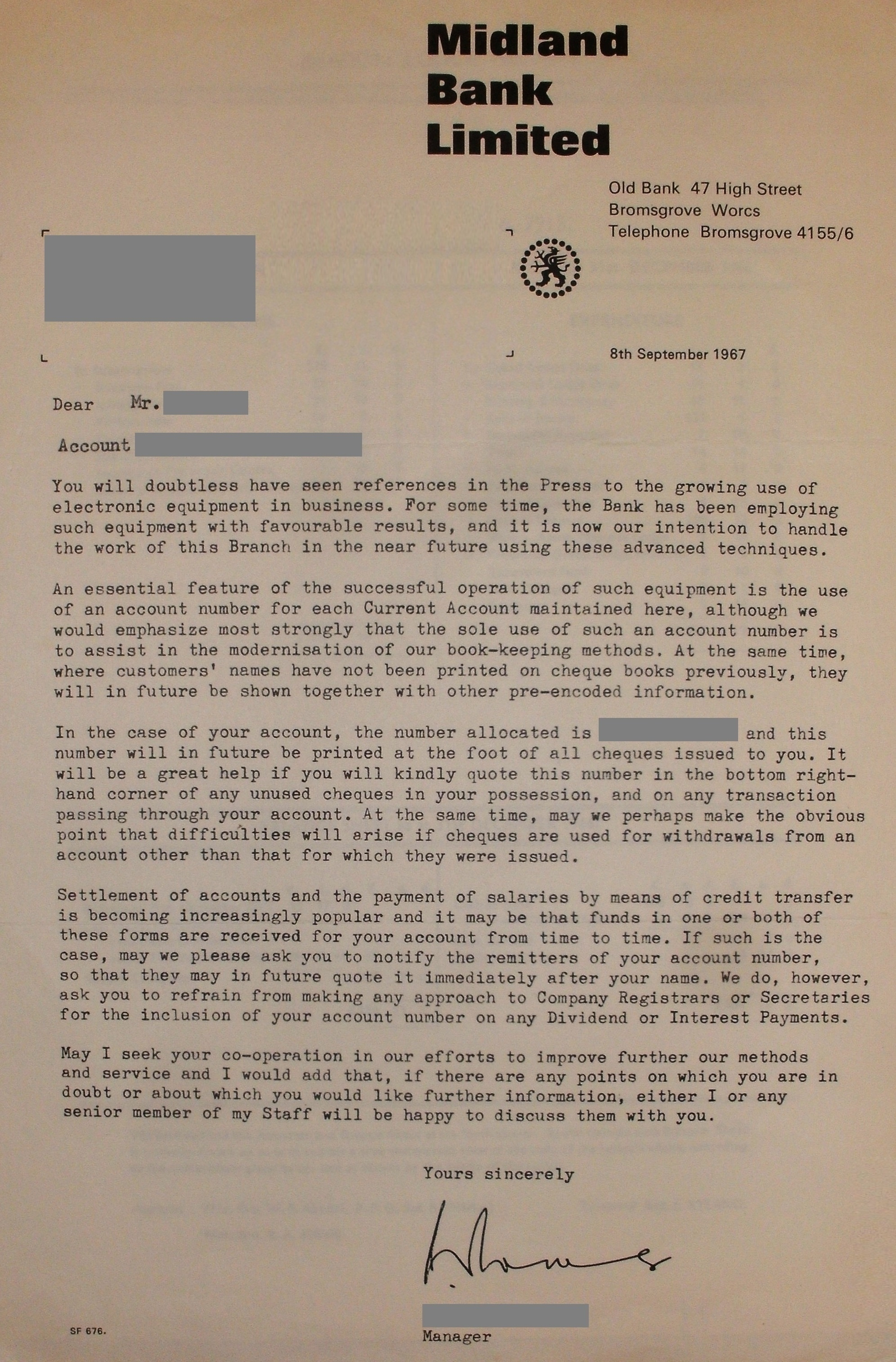
List z 1967 roku od Midland Bank o wprowadzeniu elektronicznego przetwarzania danych

W U.S. Census Bureau Herman Hollerith opracował system tabulacji wykorzystujący karty perforowane (karty Holleritha), dziurkarkę, tabulator i sorter. System ten wykorzystano do przetwarzania danych ze spisu ludności USA z 1890 roku. Firma Holleritha przekształciła się później w IBM, a technologia kart perforowanych dominowała w informatyce do lat 50. XX wieku.
Pierwszy komercyjny komputer biznesowy, „Lyons Electronic Office” (LEO), został opracowany w Wielkiej Brytanii w 1951 roku przez J. Lyons and Co.. LEO był rozwijany i szeroko stosowany w latach 60. i 70. XX wieku. Firma Lyons połączyła się z English Electric, tworząc International Computers Limited.
Pod koniec lat 50. producenci kart perforowanych, tacy jak IBM, oferowali już różne modele komputerów. Wysokie koszty sprzętu i niska szybkość przetwarzania wymuszały efektywne wykorzystanie zasobów, co doprowadziło do problemu pluskwy milenijnej. Przechowywanie danych ewoluowało od taśm perforowanych i magnetycznych do dysków twardych, które zaczęły być stosowane w 1957 roku.
Komputery ewoluowały od systemów projektowanych na zamówienie do masowej produkcji. Intel Pentium i inne układy scalone stały się standardem. Microsoft i IBM odegrały kluczową rolę w standaryzacji informatyki, co umożliwiło rozwój oprogramowania.
Dostępne są gotowe pakiety, takie jak Microsoft Office czy IBM Lotus, a także specjalistyczne programy do zarządzania finansami i relacjami z klientami. Relacyjne bazy danych usprawniły przechowywanie informacji, a systemy mainframe i PC umożliwiają wymianę danych w czasie rzeczywistym.
Z jednej strony nadal istnieją specjaliści zajmujący się tworzeniem oprogramowania, z drugiej – zwykli użytkownicy korzystają z arkuszy kalkulacyjnych i baz danych, często bez znajomości testowania oprogramowania.